# Westermoordorf
Westermoordorf ist ein Ortsteil der Gemeinde Großheide im ostfriesischen Landkreis Aurich in Niedersachsen. Er liegt etwa 1,5 Kilometer nordwestlich von Berumerfehn.

## Geschichte
Das Dorf ist seit der Gebiets- und Verwaltungsreform von 1. Juli 1972 ein Ortsteil der Gemeinde Großheide. Zuvor gehörte es zur Gemeinde Berumerfehn, die in Großheide aufging.
Die Besiedelung von Westermoordorf begann im Jahre 1797. Im Jahre 1848 lebten in der Siedlung 378 Personen, die sich auf 74 Wohnhäuser verteilten. Seit 1826 trägt die gegründete Moorkolonie ihren heutigen Namen, der entweder Dorf im westlichen Moor oder westliches Dorf im Moor bedeutet.